# Pointe-à-Pierre
Pointe-à-Pierre es una localidad de Trinidad y Tobago, que forma parte de la región de Couva-Tabaquite-Talparo.

## Toponimia
La localidad también es conocida por los nombres de Petrotrin, Point-a-Pierre  y Trintoc.

## Geografía
La localidad abarca parte de la isla Trinidad y limita al norte con St. Margaret, Plaisance Park y Macaulay, al sur con Marabella y Union Village (ambas pertenecientes a la ciudad de San Fernando), al este con Gasparillo y al oeste con el golfo de Paria.

## Demografía
Datos demográficos de la localidad de Pointe-à-Pierre:
| Gráfica de evolución demográfica de Pointe-à-Pierre entre 2000 y 2011 |
|                                                                       |